# Saho Sasazawa
Saho Sasazawa (japanisch 笹沢 佐保, Sasazawa Saho, eigentlich Sasazawa Masaru; geboren 15. November 1930 in Yokohama (Präfektur Kanagawa); gestorben 21. Oktober 2002 in Komae (Präfektur Tokio)) war ein japanischer Schriftsteller.

## Leben und Wirken
Saho Sasazawa machte seinen Schulabschluss an der „Kantō Gakuin Junior High School“ (関東学院中等部) und begann eine Arbeit im Postversicherungsamt (簡易保険局, Kann‘i hoken-kyoku) des Ministeriums für Post und Telekommunikation (郵政省). 1960 veröffentlichte er seinen Roman „Manekarezaru kyaku“ (招かれざる客) – „Der ungebetene Gast“. Es wurde als echter Kriminalroman mit ausgezeichneter Komposition gut aufgenommen. Im selben Jahr gewann er den „Japan Detective Writers Club Award“ (日本探偵作家クラブ賞, Nihon Nihon tantei sakka kurabu shō) für „Hito-kui“ (人食い) „Kannibalismus“, für einen Roman, der sich mit der Spaltung der Kohleminen-Streitgewerkschaft befasst. Damit war er ein anerkannter Schriftsteller.
Seit 1970 hat Sasazawa an einer Roman-Serie mit Kogarashi Monjirō (木枯し 紋次郎) als Held gearbeitet, die als Serie im Fernsehen zu einem großen Erfolg wurde. Zu erwähnen sind auch die 8 Bände einer historischen Roman Reihe „Miyamoto Musashi“, die sich mit dem Schwertkämpfer Miyamoto Musashi (1584–1645) nach dem Duell auf der Insel Ganryū (巌流島) befasst.
Sasazawa schrieb Kriminalromane, Spannungsromane, Essays zur Liebestheorie, Geschichtsbücher usw., meist als Serie zu einer Person oder zu einem Thema, und hinterließ fast 380 Werke. Im Horrorfilm „Hausu“ spielte er in einer Nebenrolle mit. Es gibt „Sasazawa Saho Selected Works“  (笹沢左保選集) 6 Bände 1965, „Kogarashi Monjiro“ (木枯し紋次郎) 15 Bände, „Miyamoto Musashi“  8 Bände.